# Centro Trammell Crow
El Centro Trammell Crow es un rascacielos posmoderno de 50 pisos localizado en la calle Ross Avenue en el Distrito de Artes de Dallas, Texas (Estados Unidos). El edificio tiene una altura de 209m, convirtiéndolo en el sexto edificio más grande de Dallas y el decimoctava más grande de Texas. Contiene 100,000 m² de espacio para oficina
La Colección de Artes Asiáticas de Trammell y Margaret Crow tiene su hogar en la base de la estructura.